# Jan de Molder

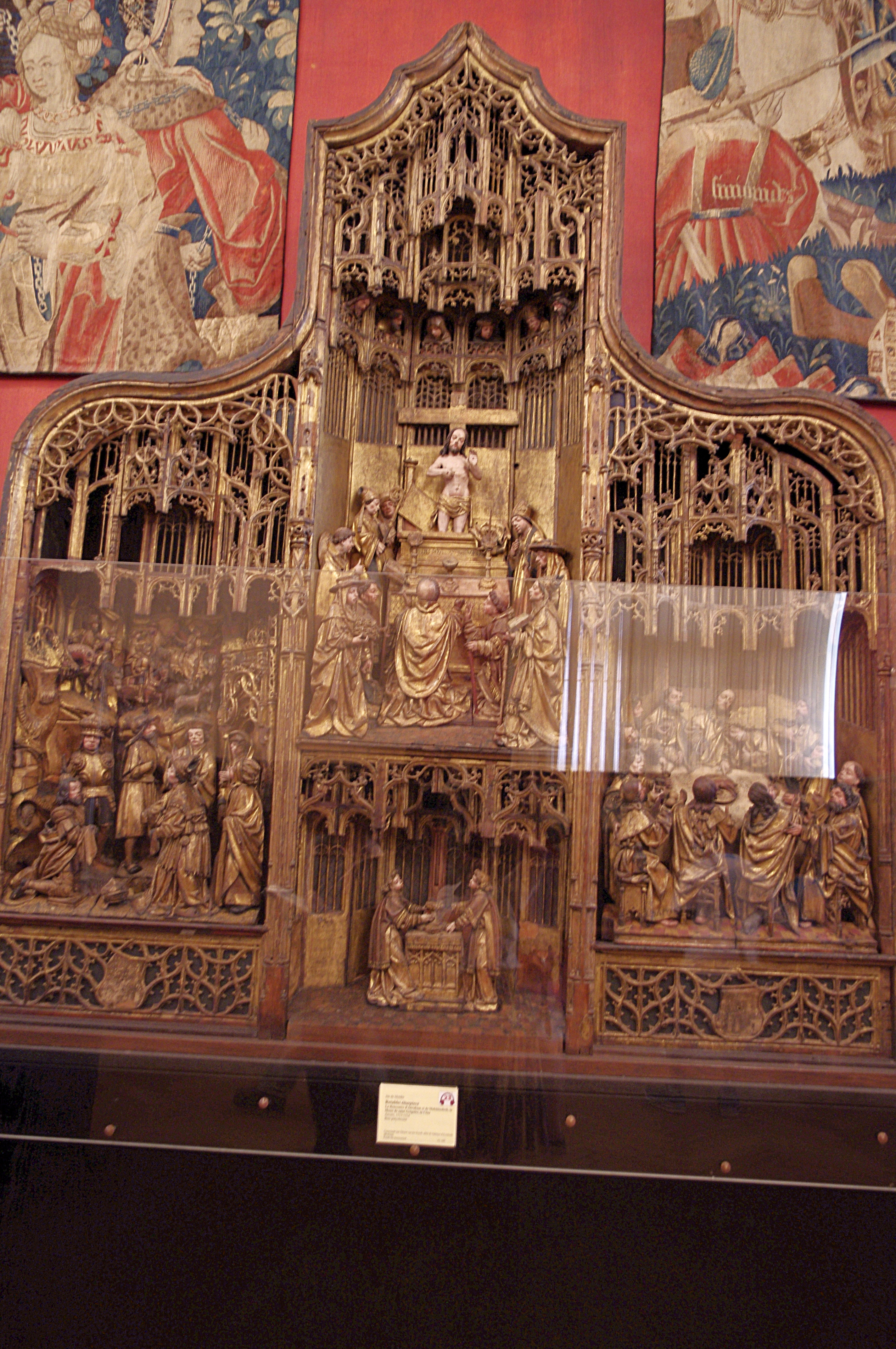
El retablo conservado en el Museo Cluny (París).

Jan de Molder o Jean de Molder fue un escultor flamenco.
Poco se sabe de su vida, excepto que trabajó en Amberes, "floreció" ca. 1513-1518 y era cuñado de Adriaen, prior de la abadía de Averbode.
Se conservan obras suyas en el Museo de Cluny (París) y en las iglesias de las poblaciones suecas de Botkyrka, Dillnäs, Lofta y Västerlövsta.
El estilo de su retablo conservado en París ha sido descrito como "los comienzos del manierismo de Amberes", por su composición abigarrada y lo elaborado de la estructura, aunque la tipología y animación de las figuras, así como los ropajes angulosos, son más propios de finales del siglo XV.